# Ђорђе Ђурић (политичар)
Ђорђе Ђурић (Београд, 29. јун 1880 – 1962) био је професор Правног факултета у Београду, посланик Краљевине Југославије у Лондону, министар финансија, члан делегације Краљевине СХС на VII и IX заседању Скупштине Друштва народа у Женеви.